# Distrito de Tapacocha
El distrito de Tapacocha es uno de los diez que conforman la provincia de Recuay, situada en el departamento de Ancash, en Perú. 

## Historia
En el gobierno del Presidente Óscar R. Benavides, Tapacocha fue elevada a la categoría de Distrito por la Ley N.º 8188 de 5 de marzo de 1936, comprensión de la provincia de Aija; que está ubicada a una altitud de 3400 m.s.n.m. posteriormente, después de muchas gestiones, Tapacocha políticamente volvió a pertenecer a la provincia de Huaraz. Posteriormente, por la creación política de la provincia de Recuay, fue considerado como uno de sus distritos hasta ahora.

## Geografía
Los centros poblados de mayor tracendencia son Allpacocha y la Soledad donde funcionan las escuelas Nro 86745 y 86814. Además, Llamahuashán, Racúmpin, Willcapampa, Coto, Jirca, Quillapac, Jingua, etc. Son los lugares atractivos por los cultivos y actividades de pastoreo.

## Autoridades

### Municipales
- 2019 - 2022[1]
  - Alcalde: Celestino Alejandro Ramos Robles, del Movimiento Regional El Maicito.
  - Regidores:

  1. Teodoro Urbano Ramón Cosme (Movimiento Regional El Maicito)
  2. Esteban Pedro Manrique La Rosa Sánchez (Movimiento Regional El Maicito)
  3. Dora Luz Sánchez Mena (Movimiento Regional El Maicito)
  4. Rosalbina Silvia Lugo Ita (Movimiento Regional El Maicito)
  5. Yoel Ildebrando Manrique Zúñiga (Alianza para el Progreso)

Alcaldes anteriores
- 1964 - 1966: Aquiles Rueda Zúñiga, de Alianza Acción Popular - Democracia Cristiana.
- 1967 - 1969: Pelagio Cosme Ramos, de Alianza Acción Popular - Democracia Cristiana.
- 1969 - 1980: Gobierno militar.
- 1981 - 1983: Eleuterio Valenzuela Huamán, de Izquierda Unida.
- 1984 - 1986: Eutemio Manzueto Tadeo Robles, de Izquierda Unida.
- 1987 - 1989: Isidro Cenzano Flores, del Frente Electoral Izquierda Unida.
- 1996 - 1998: Bartolomé Valentín Figueroa Sumoso, de L.I. Nro  7.
- 1999 - 2002: Alfoncio Antenor Figueroa Sumoso, del Movimiento Independiente Vamos Vecino.
- 2003 - 2006: Domdeguzman Pepe Reyes Zúñiga, de Unidos por Recuay.
- 2007 - 2010: Aniceto Roberto Ramos Sumoso, de Restauración Nacional.
- 2011 - 2014: Lenin Uribe Ramos Cosme, del Movimiento Independiente Reconstruyamos Áncash.[3]
- 2015 - 2018: Lenin Uribe Ramos Cosme, de Unión Nacionalista Ancashina.

## Festividades
- Enero: San Idelfonso.
- Septiembre 30: Aniversario de Creación de la Provincia de Recuay.
- Junio 29: La festividad más solemne que se realiza todos en homenaje al patrón "San Pedro"
- Año nuevo con los famosos "negritos".

## Vías de acceso
Es digno de mencionar la construcción de más de 30 km de carretera, que da acceso a los pueblos del Callejón de Huaylas, con el ramal que desvía del km 150 de la carretera asfaltada de Pativilca-Huaraz; y la construcción de la carretera Shiusha-Cashajirca hacia Huánrish y Pararín, que da mayor acceso hacia la costa por Llacllín y Chaucayán. 